# Aylostera spinosissima
Aylostera spinosissima es una especie de planta suculenta perteneciente al género Aylostera, dentro de la familia Cactaceae. Es endémica de Bolivia y anteriormente se le conocía como Rebutia spinosissima.

## Descripción
Aylostera spinosissima es una especie de cactus pequeño que crece normalmente formando grupos. Tiene el cuerpo de esférico a esférico aplanado, de color verde brillante. Alcanza un diámetro de hasta 4 cm y tienen raíces fibrosas. 
Presenta aproximadamente 15 costillas claramente divididas en tubérculos. Las areolas son pequeñas, poco espaciadas y de color blanco. Tienen de 4 a 5 espinas centrales de color blanco amarillento a marrón, que miden hasta 12 mm de largo. Además presentan de 10 a 12 espinas marginales blanquecinas. Son finas, parecidas a cerdas y de hasta 10 mm de largo.

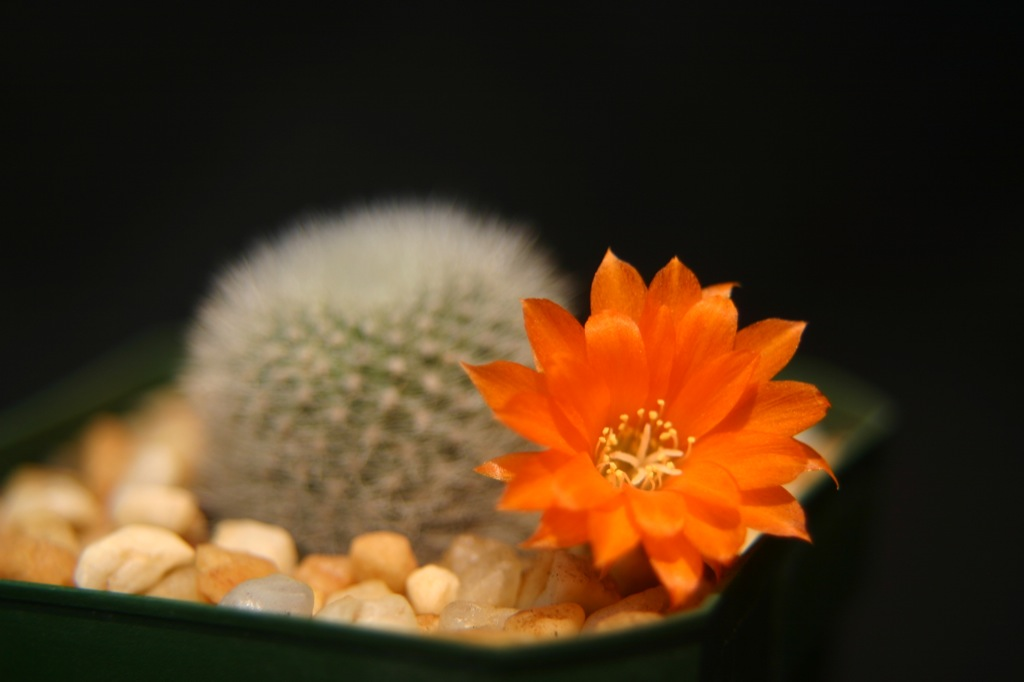
Detalle de la flor

Las flores son de color naranja amarillento a rojo medio, miden de 3 a 4 cm de largo y alcanzan el mismo diámetro. Los frutos son pequeños.

## Distribución y hábitat
El área de distribución nativa de esta especie es Bolivia y crece principalmente en biomas desérticos o de matorrales secos.

## Taxonomía
La primera descripción de esta especie fue como Rebutia spinosissima , publicada en 1935 por el botánico botánico alemán Curt Backeberg en la revista científica Blätter für Kakteenforschung 2(5): 5.
Más tarde, el propio Curt Backeberg trasladó la especie al género Aylostera, por lo que pasó a llamarse Aylostera spinosissima. Registró estos cambios en el libro Kaktus-ABC: 275, publicado en 1936.
Etimología
- Aylostera: nombre genérico formado a partir de las palabras griegas aulos, transliterado irregularmente como aylos, (que significa 'tubo') y stereos (que significa 'sólido'), en alusión al tubo floral sólido que poseen.[4]
- spinosissima: epíteto específico que deriva del superlativo del adjetivo latino spinosus que significa 'espinoso', haciendo referencia a la apariencia de muy espinosa de la especie.[5]

## Usos
Se cultiva principalmente como planta ornamental y su propagación se realiza normalmente a través de hijuelos o semillas.